# Feminismo Encantado
Feminismo Encantado: Las Brujas del Reclamaje de San Francisco (publicado originalmente en inglés con el título Enchanted Feminism: The Reclaiming Witches of San Francisco) es un estudio antropológico de la comunidad Wicca del Reclamaje  de San Francisco. Fue escrito por el teólogo escandinavo Jone Salomonsen de la Universidad Estatal de California, Northridge y publicado por primera vez en 2002 por el Routledge. 